# Spurius Postumius Albus Regillensis (tribun consulaire en -432)
Pour les articles homonymes, voir Postumius Albus.
Spurius Postumius Albus Regillensis est un homme politique de la République romaine, tribun consulaire en 432 av. J.-C.

## Famille
Il est membre des Postumii Albi, branche de la gens Postumia. Il est le fils de Spurius Postumius Albus Regillensis, consul en 466 av. J.-C.

## Biographie

### Tribunat consulaire (432)
Spurius Postumius Albus est élu tribun militaire à pouvoir consulaire en 432 av. J.-C. avec deux autres collègues : Lucius Furius Medullinus et Lucius Pinarius Mamercinus. Selon Tite-Live, les trois tribuns sont une nouvelle fois tous patriciens.
L'épidémie de peste semble faire moins de victimes et l'importation de blé décidée l'année passée écarte tout risque de famine. Néanmoins, les tensions sociales demeurent très vives et les plébéiens regrettent qu'aucun des leurs n'ait pu encore être élu au tribunat consulaire alors même que l'institution de cette nouvelle magistrature devait répondre à ce besoin. Afin de limiter les différences entre candidats plébéiens et patriciens, les tribuns consulaires font voter une loi, la Lex Pinaria Furia Postumia, qui contraint tous les candidats à porter une toge blanche, sans marque distinctive liée à leur rang social. On organise des élections consulaires pour l'année suivante à la suite d'un sénatus-consulte.

### Lieutenant d'Aulus Postumius (431)
Deux ans plus tard, en 431 av. J.-C., Albus Regillensis est un des lieutenants placés sous les ordres du dictateur Aulus Postumius Tubertus dans la guerre contre les Volsques et les Èques,. Ces derniers sont vaincus près du mont Algide, victoire pour laquelle Aulus Postumius célèbre un triomphe.